# Ceryx guttulosa
Ceryx guttulosa är en fjärilsart som beskrevs av Walker 1864. Ceryx guttulosa ingår i släktet Ceryx och familjen björnspinnare. Inga underarter finns listade i Catalogue of Life.